# Забегина, Нина Аветиковна
Нина Аветиковна Забегина (род. 21 ноября 1946, Александров, Владимирская область) — передовик советской электронной промышленности, испытатель полупроводниковых приборов завода имени 50-летия СССР Министерства электронной промышленности СССР, город Александров Владимирской области, полный кавалер ордена Трудовой Славы (1986).

## Биография
Родилась в 1946 году в городе Александров Владимирской области. Завершила обучение в восьми классах школы и трудоустроилась на работу в 1962 году. Продолжила учёбу в вечерней школе.
В 1965 году перешла работать на завод имени 50-летия СССР Министерства электронной промышленности СССР. Приобрела навыки профессии сборщицы и оператора микросварки. В этой работе важной составляющей является точность исполнения. Работала Нина Аветиковна всегда без брака, производственные планы перевыполняла постоянно.
Указом Президиума Верховного Совета СССР от 25 апреля 1975 года была награждена орденом Трудовой Славы III степени.
Указом Президиума Верховного Совета СССР от 10 марта 1980 года была награждена орденом Трудовой Славы II степени.
«За успехи, достигнутые в выполнении заданий одиннадцатой пятилетки и социалистических обязательств» указом Президиума Верховного Совета СССР от 8 августа 1986 года была награждена орденом Трудовой Славы I степени, став полным кавалером ордена Трудовой Славы.
Выполняла большую общественную нагрузку. Работала председателем профсоюзного комитета, являлась членом городского и областного комитетов партии.
В 1995 году цех, в котором большую часть трудовой жизни проработала Забегина, был закрыт, она несколько месяцев проработала на другом производстве пока завод окончательно не был закрыт. Осталась безработной. Трудоустроилась в Московский психоневрологический диспансер № 25, где стала ухаживать за больными. На этом месте проработала до выхода на пенсию в 2011 году.
Проживает в родном городе Александров Владимирской области.

## Награды и звания
- Орден Трудовой Славы I степени (08.08.1986);
- Орден Трудовой Славы II степени (10.03.1981);
- Орден Трудовой Славы III степени (25.04.1975);
- медали.
- Лауреат премии Дегтярёва.